# دانیل اسمتورست
 دانیل اسمتورست (انگلیسی: Daniel Smethurst؛ زادهٔ ۱۳ اکتبر ۱۹۹۰) یک تنیس‌باز اهل بریتانیا است.